# Invadarea Germaniei de către Aliații apuseni
Invadarea Germaniei de către Aliații apuseni a fost o acțiune concertată a aliaților occidentali în ultimele luni de lupte pe teatrul de lupte al celei a doua conflagrații mondiale. Invazia a început odată cu forțarea cursului fluviului Rin în martie 1945. Operațiunile au continuat cu dezvoltarea atacurilor multiple, de la Marea Baltică până în nordul Austriei și s-au încheiat cu capitularea germanilor pe 8 mai 1945. În istoriografia militară americană, ansamblul operațiunilor din această perioadă este cunoscută cu numele „Campania Europei Centrale”. 
La începutul anului 1945, desfășurarea luptelor erau în avantajul forțelor aliate din Europa. Pe frontul de vest, aliații occidentali obținuseră succese importante în octombrie, în Bătălia de la Aachen, iar în ianuarie respinseseră ofensiva germană din Ardeni. Înfrângerea germanilor în ultima lor ofensivă majoră în Ardeni, a dus la epuizarea resurselor lor, insuficiente pentru asaltul final al aliaților. Pierderile suferite de germani în luptele din Rhineland au slăbit și mai mult Wehrmachttul, lăsând pentru apărarea malului estic al Rinului unități cu efectivele descompletate. Pe 7 martie, aliații au cucerit ultimul pod peste Rin rămas intact, podul Ludendorff  de la Remagen, și au stabilit un cap de pod foarte puternic pe malul răsăritean al fluviului. În timpul Operațiunilor   Lumberjack și  Plunder din februarie-martie 1945, germanii au pierdut aproximativ 400.000 de soldați, dintre care aproximativ 280.000 de prizonieri.
Pe frontul de răsărit, Armata Roșie sovietică, (alături de care luptau și Forțele armate poloneze din est), a cucerit cea mai mare parte a Poloniei și a început înaintarea spre Berlin. Sovieticii (cărora li se alăturaseră și Armata României după 23 august),   au atacat prin Ungaria spre Cehoslovacia răsăriteană și s-au oprit temporar pe Linia Oder-Neisse. Înaintarea rapidă a sovieticilor pe frontul de răsărit a distrus numeroase unități germane cu experiență și a limitat puternic capacitatea lui Adolf Hitler de întărire a frontului de pe Rin. În aceste condiții, aliații occidentali și-au finalizat pregătirile pentru atacul final asupra interiorului Germaniei, iar victoria împotriva Reichului a devenit o țintă realizabilă.

## Dispunerea forțelor

### Forțele aliate
La începutul anului 1945, Comandantul Suprem al Forțelor Expediționare Aliate, generalul american Dwight D. Eisenhower, avea sub comanda sa 73 de divizii în nord-estul Europei. Dintre acestea, 49 erau divizii de infanterie, 20 divizii blindate și 4 divizii aeropurtate. Mai departe, 49 dintre aceste divizii erau americane, 12 britanice, 8 franceze, 3 canadiene și una poloneză. În februarie au fost transferate în nord-estul  Europei alte șapte divizii americane,, o divizie britanică de infanterie și un corp de infanterie canadiană. Ultimele două au fost transferate de pe frontul din Italia. 
În momentul declanșării asaltului împotriva Germaniei, Eisenhower dispunea de 90 de divizii cu efective complete, dintre care 25 de divizii blindate. Forțele aliate de-a lungul Rinului se întindeau pe 724 km, de la vărsarea fluviului în Marea Nordului la frontiera Elveției.
Forțele aliate de pe acest front au fost organizate în trei grupuri de armate. În nord, de la Marea Nordului la 16 km nord de Köln, era plasat Grupul 21 de Armată sub comanda feldmareșalui Sir Bernard Montgomery. În cadrul Grupului 21 de Armată, flancul stâng (partea de nord) era asigurat de Armata I canadiană,  (comandată de Harry Crerar), Armata a  2-a britanică (Miles Dempsey) era plasată în centru, iar Armata a 9-a SUA (William Hood Simpson) asigura flancul sudic al Grupului. 
Partea din mijloc al frontului aliat, de la pozițiile Armatei a 9-a SUA  la aproximativ 22 km sud de Mainz, era ocupată de Grupul de Armată al 12-lea, sub comanda generalului Omar N. Bradley. Bradley comanda două armate americane: Armata I (Courtney Hodges) pe flancul stâng (nord) și Armata a 3-a  (George S. Patton) pe flancul drept (sud). 
Dispozitivul aliat era completat până la granița elvețiană de Grupul de Armată al 6-lea, comandat de Jacob L. Devers. Flancul nordic era asigurat de Armata a 7-a SUA, iar flancul sudic era ocupat de Armata I franceză  (Jean de Lattre de Tassigny).
După cele trei grupuri de armată au reușit să alunge unitățile Wehrmachtului de pe malul vestic al Rinului, Eisenhower a regândit planurile pentru traversarea fluviului și declanșarea atacului în inima teritoriului german. Inițial, Eisenhower gândise să își conducă forțele până pe malul de vest al Rinului și să folosească fluviul ca pe o barieră naturală, care să îi apere sectoarele mai puțin puternice ale frontului să. Atacul principal trebuia dat după traversarea Rinului de unitățile din nord – Grupul de Armată 21 comandat de Montgomery – care trebuiau să atace până întâlneau coloanele Armatei I, care avea să declanșeze un asalt secundar mai la sud. În cazul în care manevra de dublă încercuire avea să fie un succes, întreg bazinul industrial al Rurului urma să fie cucerit, neutralizând astfel o bună parte a capacității industriale a Reichului.

### Forțele germane
Înaintării aliate trebuia să I se opună Oberbefehlshaber West de sub comanda feldmareșalului  Albert Kesselring, care preluase comanda pe 10 martie de la Gerd von Rundstedt. Deși Kesselring se bucura de renumele unui excelent organizator al luptelor de apărare, cucerit în special în timpul luptelor din Italia, el nu a avut în Germania resursele să construiască o linie defensivă puternică. În timpul luptelor de la vest de Rin până în martie 1945, forțele germane de pe frontul de vest fuseseră reduse la doar 26 de divizii organizate în trei grupuri de armată  (H, B și G). Pe frontul de vest erau trimise întăriri puține, de vreme ce OKH (Înaltul Comandament al Armatei) a concentrat principalul efort de război pe frontul de est, împotriva sovieticilor. Istoricii militari estimează că germanii au avut în aprilie 1945 214 de divizii implicat în lupta cu Armata Roșie.
Pe 21 martie, cartierul general al Grupului de Armate H a fost transformat în Oberbefehlshaber Nordwest ("Comandamentul de Nord-vest al Armatei ") și a fost pus sub comanda lui Ernst Busch. Fostul comandant al Grupului, Johannes Blaskowitz, a fost trecut la conducerea Comandamentului Armatei „Olanda” (Armata a 25-a), încercuită în Țările de Jos. Busch trebuia să organizeze aripa drepta a defensivei germane, bazându-se în principal pe Aramata I de parașutiști. În centul frontului, pentru apărarea regiunii Ruhr, fusese repartizată Grupul de Armată B (Armata a 15-a infanterie și Aramta a 5-a Panzer). Flancul sudic era apărat de Grupul de Armată G (Armata a 7-a infanterie și Armata I infaterie) de sub comanda lui Paul Hausser. 

## Planurile lui Eisenhower
După cucerirea regiunii Ruhr, Eisenhower plănuia să continue avansarea spre răsărit peste câmpiile din nordul Germaniei până la Berlin. Grupurile de Armate americane a 6-a și a 12-a urmau să organizeze ofensive simultane în sud, care să îi împiedice pe germani să transfere trupe în nord, pentru stoparea atacului aliat principal. Acest al doilea atac le-ar fi asigurat aliaților un anumit grad de flexibilitate în cazul în care operațiunile din nord nu s-ar fi desfășurat conform planurilor.
Spre sfârșitul lunii martie, Eisenhower a avut mai multe motive pentru modificarea acestor planuri. În primul rând, generalul american a primit rapoarte cu privire la reușita stabilirii de către sovietici a unui cap de pod peste Oder, la aproximativ 48 km est de Berlin. În acel moment, forțele aliaților occidentali se aflau la aproximativ 480 km vest de capitala Germană și la peste 320 km de râul Elba, (un obstacol major pe care trebuia încă să îl traverseze). În aceste condiții, părea clar că sovieticii aveau să cucerească Berlinul cu mult timp înainte ca aliații occidentali să ajungă în zonă.  Eisenhower și-a concentrat din aceste motive atenția spre atingerea altor obiective. Cele mai importante erau joncțiunea cu forțele sovietice și separarea armatei germane în două, ceea ce ar fi împiedicat organizarea unei defensive unificate. După îndeplinirea acestor obiective, forțele germane separate ar fi fost eliminate mai ușor.
În plus, rămânea de rezolvat problema regiunii Ruhr. Deși în zonă erau concentrate încă efective germane importante și numeroase capacități ale industriei militare, rapoartele serviciilor aliate de informații atrăgeau atenția asupra faptului că numeroase instalații industriale erau mutate spre sud-est, în adâncul teritoriului german. Din acest motiv, importanța ofensivei din sud a crescut în mod semnificativ.
Eisenhower a hotărât să își concentreze eforturile împotriva „Fortăreței Alpine”. Informațiile primite de americani indicau că trupele cele mai loiale ale lui Hitler se pregăteau să organizeze efort final,  de durată, în fortăreața naturală a munților Alpi din sudul Germaniei și vestul Austriei. Era de presupus că, dacă ar fi reușit o rezistență de un an sau mai mult, disensiunile dintre Uniunea Sovietică și aliații occidentali le-ar fi oferit germanilor un instrument de negociere care să le permită obținerea unor aranjamente de pace mai favorabile. 
În realitate, în momentul în care aliații occidentalii au reușit să traverseze Rinul, Wehrmachtul suferise pierderi atât de grele pe fronturile de est și de vest, încât comandanții germani erau capabili cel mult să organizeze operațiuni de întârziere a înaintării aliaților, fiindu-le practic imposibil să asigure forțele necesare organizării unei rezistențe bine organizate în munți. Cu toate acestea, serviciile de informații aliate nu au putut să nu ia în considerație posibilitatea ca anumite subunități ale armatei germane să încerce să reziste în Alpi. Pentru interzicerea unei asemenea opțiuni, comandanții aliați au regândit rolul operațiunii din sudul Germaniei. 
Poate cel mai important motiv al schimbării priorităților atacului în favoarea înaintării din sud a fost asigurarea intereselor americane. În timp ce Montgomery era precaut și își planifica cu mare grijă atacul din nord, asigurându-se că are un puternic sprijin de artilerie și suficiente trupe aeropurtate, forțele americane demonstrau acel timp de agresivitate esențială pe care Eisenhower o aprecia atât de mult. Pe 7 martie, Armata I comandată de generalul Courtney H. Hodges  a cucerit  ultimul pod intact peste Rin de la Remagen – podul Ludendorf. După această victorie, americanii și-au extins necontenit capul de pod cucerit.
În sud, în regiunea Saar-Palatinate, Armata a 3-a comandată de George S. Patton a dat o lovitură devastatoare Armatei a 7-a germane și, împreună cu Armata a 7-a SUA, aproape că a reușit să distrugă Armata I germană. În cinci zile de lupte, între 18 și 22 martie, forțele lui Patton au capturat peste 68.000 de soldați germani. Aceste acțiuni îndrăznețe au eliminat ultimele poziții germane de la vest de Rin. Deși acțiunea lui Montgomery a continuat să fie planificată ca principalul atac,  Eisenhower a dorit ca avântul forțelor americane din sud să nu fie irosit prin obligarea acestora să se limiteze la păstrarea liniei Rinului sau la declanșarea unor operațiuni de diversiune. La sfârșitul lunii martie, Eisenhower a hotărât să pună mai mult accent pe acțiunea forțelor americane din sud. Evenimentele din primele zile ale campaniei finale aveau să îl convingă că decizia sa era cea corectă.

## Procedura de ocupare a unei localități
Când o unitate aliată ajungea în dreptul unei localități, conducătorii comunității și locuitorii care nu plecaseră încă foloseau steaguri albe (uneori cearceafuri, fețe de masă) pentru semnalarea dorinței de capitulare. Ofițerul comandant al unității aliate însărcinate cu ocuparea localității, de obicei o companie sau un batalion, accepta capitularea. Soldații aliați afișau copii ale proclamației lui Eisenhower  Proklamation Nr. 1, al cărei text începea cu „Noi venim pe post de cuceritori, nu de opresori”. 
Proclamația cerea germanilor să se supună tuturor ordinelor date de ofițerii comandanți, instituia  starea de asediu și limita puternic dreptul la deplasare. De asemenea, aliații s-au asigurat că sunt confiscate toate mijloacele de comunicație și armele. După o zi sau două, controlul asupra localității era preluat de unități ale Office of Military Government, United States (Biroul Guvernării Militare, OMGUS). Soldații rechiziționau diverse spații pentru locuit sau birouri. La început, ocuparea acestor spații se făcea fără nicio formalitate, ocupanții germani fiind evacuați imediat, fiindu-le permis să ia cu ei doar strictul necesar. Odată cu trecerea timpului procesul a devenit unul standard, germanii fiind notificați cu trei ore înainte, iar personalul OMGUS eliberând documente pentru bunurile care rămâneau în locuință. Este adevărat că, indiferent de eliberarea acestor documente, foștii ocupanți trebuiau să își găsească singuri unde să locuiască.

## Operațiunile militare
Pe 19 martie, Eisenhower i-a cerut lui Bradley să pregătească Armata I pentru atac din capul de pod de la Remagen cel mai târziu pe 22 martie. În aceeași zi, Bradley i-a ordonat lui Patton ca Armata a 3-a, care acționa cu succes în regiunea Saar-Palatinate, să efectueze cât mai rapid cu putință traversarea Rinului. Aceasta ar fi asigurat apărarea flancului Armatei I și suplimentarea forțelor aliate pe malul estic al fluviului.
Patton a primit exact ordinele pe care le dorea. Generalul considera că, dacă o forță suficient de puternică ar fi forțat cursul fluviului și ar fi obținut succese importante, atunci Eisenhower ar fi putut transfera centrul de greutate al atacului vest-aliat de la Grupul de Armată al 21-lea comandat de Montgomery la Grupul al 21-lea al Lui Bradley. Patton considera de asemenea că i se oferă șansa să îl depășească pe Montgomery și să câștige pentru Armata a 3-a faima primei mari unități militare care ar fi reușit în istoria militară modernă un asalt la est de Rin. Pentru realizarea acestor obiective îndrăznețe, Patton trebuia să acționeze cu cea mai mare rapiditate.
Pe imartie, Patton a ordonat Corpului XII să se pregătească pentru forțarea cursului Rinului în noaptea următoare, cu o zi mai înainte de data atacului programat al lui Montgomery. În răstimpului foarte scurt în care trebuia să se mobilizeze, Corpul al XII nu era complet nepregătit de acțiune. Imediat după ce a primit ordinele pe data de 19 martie, Patton a început să facă pregătirile pentru traversarea fluviului. În zona de traversare au fost trimise bărci de asalt, materiale pentru construirea podurilor plutitoare și multe alte provizii aflate în depozitele din Lorena, unde acestea se aflau stocate tocmai pentru eventualitatea unei asemenea operațiuni. Văzând transporturile de echipamente, soldații americani din prima linie nu au avut nevoie de ordine de la comandanți pentru ca să intuiască ce operațiune se pregătește.
Locația care avea să fie aleasă pentru forțarea cursului fluviului era de importanță capitală pentru asigurarea reușitei. Patton știa că zona orașului Mainz sau puțin mai la nord de acesta părea cel mai potrivit loc pentru traversare. Alegerea părea evidentă pentru că râul Main, al cărui curs îndreptându-se spre nord, la 48  km este de Rin și paralel cu acesta, își schimba direcția spre vest și se vărsa în Rin la  Mainz. Dacă operațiunea s-ar fi desfășurat la sud de oraș, soldații ar fi trebuit să se organizeze pentru traversarea a două cursuri mari de apă. Pe de altă parte, Patton și-a dat seama de faptul că germanii erau conștienți de această problemă și se pregătiseră pentru respingerea unei traversări la nord de Mainz. Patton a hotărât să execute un atac de diversiune la Mainz, principala operațiune urmând să se desfășoare la Nierstein-Oppenheim, 15-16 km mai la sud de Mainz. După acest prim atac, care avea să fie întreprins de Corpul XII, Corpul VIII urma să execute o traversare de sprijin la Boppard și St. Goar, 40-50 km nord-vest de Mainz. 
Terenul din vecinătatea municipalității Nierstein și Oppenheim era favorabil atacurilor de infanterie sprijinite de artilerie. Malul vestic era mai înalt, bateriile de artilerie plasate pe înălțimi putând ține sub control regiunea relativ plată de la est. Pe de altă parte, faptul că la est se întindea o câmpie destul de largă presupunea transportarea foarte rapidă a unor întăriri puternice, care să ajute la lărgirea și apărarea capului de pod. Apărarea capului de pod era mult îngreunată de lipsa dealurilor care să sprijine defensiva. Necesitatea cuceririi rapide a unui cap de pod cu o adâncime suficient de mare era crescută de faptul că o rețea suficient de bună de drumuri se afla la aproximativ 10 km est de zona de traversare, în orașul  Groß-Gerau.

### Traversarea Rinului de către Grupul de Armată al 12-lea SUA (22 martie)

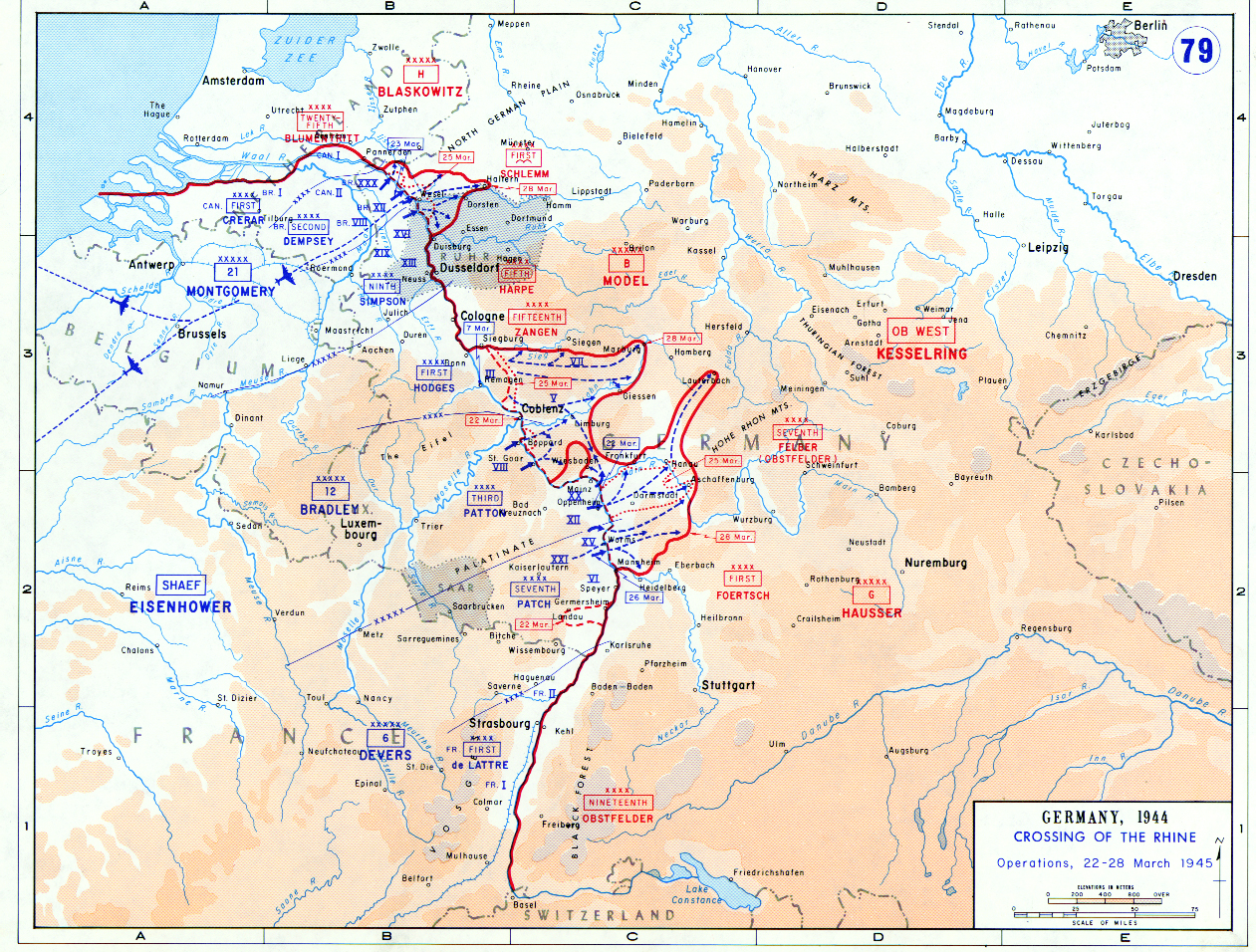
Froțarea cursului Rinului în perioada 22 – 28 martie 1945

Pe 22 martie, elementele Diviziei a 5-a de infanterie au deschis operațiunea de traversare a Rinului de către Armata a 3-a (Corpul XII SUA) în timpul nopții, pe lună plină. Trupele de asalt americane nu au întâmpinat niciun fel de rezistență la Nierstein. Când primele bărci de asalt au ajuns pe malul estic, șapte militari germani speriați s-au predat. Mai mult chiar, au traversat fluviul spre vest într-o barcă fără escortă pentru ca să se fie luați prizonieri. Traversarea din amonte de la Oppenheim nu a decurs fără probleme. Primul val de debarcare se afla la mijlocul albiei fluviului când germanii au deschis focul cu mitraliere. Un schimb intens de focuri s-a desfășurat pentru aproximativ o jumătate de oră între militarii aliați care reușiseră deja să debarce și punctele întărite de apărare germane. În tot acest timp, operațiunea de traversare a râului a continuat. Germanii au capitulat în cele din urmă, iar americanii au început înaintarea spre est, pentru lărgirea capului de pod și ocuparea primelor sate. Rezistența germană a fost sporadică, iar contraatacurile organizate în grabă au fost respinse cu ușurință și cu puține victime. Germanilor le lipseau atât efectivele cât și mijloacele tehnice pentru organizarea unei defensive puternice.

Până la amiaza zilei de 23 martie, toate cele trei regimente din cadrul Diviziei a 5-a de infanterie traversaseră râul și ocupaseră poziții în capul de pod, iar unul dintre regimentele Diviziei a 90-a era în plin proces de traversare. Tancurile și distrugătoarele de tancuri au fost transportate cu pontoane plutitoare în timpul dimineții, iar spre seară a fost deschis traficului greu un pod din pontoane. Până la miezul nopții, unitățile de infanterie reușiseră să preia controlul asupra unui cap de pod cu limitele extinse la peste 5 km spre est. Aceasta a fost prima forțare a Rinului încununată de succes din perioada modernă.
Au urmat alte două operațiuni de traversare a unităților Armatei a 3-a. În zorii zilei de 25 martie, elementele Diviziei a 87-a de infanterie SUA au traversat Rinul la nord de Boppard iar, după 24 de ore, elemente ale Diviziei a 89-a de infanterie SUA au traversat fluviul 10 km sud de Boppard,  la St. Goar. Deși rezistența germană din aceste sectoare a fost mai puternică decât cea întâmpinată de primele unități ale Corpului al XII-lea, problemele întâmpinate de aliați la Boppard și St. Goar au ținut în principal de terenul mai accidentat și mai puțin de răspunsul defensivei. Raioanele de traversare ale Corpului VIII erau plasate de-a lungul văii cursului mijlociu al Rinului, loc unde Rinul își săpase albia printre două lanțuri muntoase și unde apa curgea rapid, cu vârtejuri,  printre pereții canioanelor înalte de aproximativ 90 m. În ciuda terenului accidentat și a focului mitralierelor și a artileriei tunurilor automate antiaeriene de 20 mm ale germanilor, trupele Corpului VIII au reușit să cucerească controlul asupra înălțimilor de pe malul de est, iar rezistența germană s-a prăbușit de-a lungul Rinului până în seara zilei de 26 martie.

### Traversarea Rinului de către Grupul de Armată al 6-lea SUA (26 martie)
Pentru ca să înrăutățească și mai mult situația germanior, Armata a 6-a SUA a executat o traversare a Rinului pe 26 martie. La Worms, 40 km sud de Mainz, Corpul a XV-lea al Armatei a 7-a a cucerit un cap de pod, a cărui existență a fost sprijinită de cucerirea capului de pod al Armatei a 3-a din dimineața zilei următoare. După înfrângerea rezistenței inițiale a germanilor, Corpul XV a înaintat pe malul estic al fluviului, trebuind depășească doar puncte întărite de mai mică importanță situate în satele din zonă.

### Operațiunea Plunder
În noaptea de 23/24 martie, după ce Corpul al XII-lea a încheiat traversarea Rinului, generalul Bradley a făcut public succesul operațiunii. Comandantul Grupului al 12-lea de Armată SUA a afirmat că trupele americane ar fi putut traversa cursul Rinului în orice punct, fără sprijinul bombardierelor sau al trupelor aeropurtate. Generalul a făcut o aluzie directă la operațiunea organizată de Montgomery, ale cărui trupe erau pe punctul lansării propriei acțiuni de traversare a fluviului, după finalizarea bombardamente intense aeriene și de artilerie, beneficiind în plus de sprijinul a două divizii aeropurtate.
Feldmareșalul Montgomery nu făcea decât să își organizeze meticulos și mare grijă față de detalii lovitura, ținând seama de lecțiile amare învățate în timpul luptelor din Africa de nord împotriva lui Rommel și ale sale Afrika Korps. Astfel, în timp ce trupele de sub comanda lui se apropiau de cursul fluviului, Montgomery a asigurat una dintre cele mai ample concentrări de materiale și forțe din timpul acelui război. Planurile sale, cunoscute sub numele de cod „Plunder”, puteau fi comparate cu invazia din Normandia în termeni ai numărului de soldați, echipamentelor, proviziilor și muniției. Grupul al 21-lea de Armată era format din 30 de divizii cu efectivele complete, adică mai mult de 1.250.000  de militari.
„Plunder” presupunea ca Armata a 2-a să traverseze fluviul în trei locații diferite, la Rees, Xanten și Rheinberg. Traversările aveau să fie precedate de câteva săptămâni de bombardamente aeriene și pregătire finală masivă de artilerie. Începând cu luna februarie fusese inițiată o campanie masivă de bombardament aerian al USAAF și RAF. Campania de bombardament aerian aliată cunoscută ca „Interdiction of Northwest Germany” fusese concepută în principal pentru distrugerea liniilor de comunicație și de aprovizionare care legau regiunea industrială Ruhr de restul Germaniei. Țintele principale au fost triajele de cale ferată, podurile și centrele de comunicație. Țintele secundare au fost rafinăriile, depozitele de combustibil și diferite fabrici. În cele trei zile care au precedat asaltul trupelor lui Montgomery, țintele din fața Grupului al 21-lea de Armată și regiunea Ruhr  au fost bombardate în timpul a aproximativ 11.000 de misiuni. Bombardamentele aeriene au izolat practic Ruhrul și au redus la maxima rezistența defensivei germane în fața forțelor de asalt aliate.
Montgomery plănuise la început să atașeze un corp al Armatei a 9-a SUA la Armata a 2-a britanică, care avea să utilizeze doar două divizii ale sus-numitului corp pentru atacul inițial. Restul Armatei a 9-a ar fi trebuit să rămână în rezervă până în momentul în care capul de pod era cucerit și în siguranță. Comandantul Armatei a 9-a, generalul locotenent William H. Simpson, și comandantul Armatei a 2-a, generalul locotenent Miles C. Dempsey, au avut rezerve față de această abordare a atacului. Amândoi considerau că planul mareșalului irosea fără folos superioritatea în efective și echipamente ale Armatei a 9-a și nu lua în considerație problemele logistice create prin plasarea punctelor de traversare ale Armatei a 9-a în zona de acțiune a Armatei a 2-a.
Montgomery  a ținut seama în mica măsură de observațiile generalilor săi și a făcut unele modificări ale planului inițial. Deși a refuzat să crească efectivele americane care executau traversarea inițială la mai mult de două divizii, el a acceptat să treacă aceste forțe sub comanda Armatei a 9-a SUA, nu sub cea a Armatei a 2-a britanice. De asemenea, pentru ca să îi permită generalului Simpson să își crească capacitatea de luptă, Montgomery a fost de acord stabilească responsabilitatea Armatei a 9-a pentru cucerirea podurilor de la Wesel, care se aflau chiar la nord de zona de joncțiune a celor două armate. Operațiunea Armatei a 9-a trebuia  să fie declanșată imediat după ce securitatea capului de pod era asigurată de primul val de asalt.
În sectorul extrem sudic al Grupului al 21-lea de Armată, diviziile Armatei a 9-a trebuiau să traveseze Rinul pe un front de 17 km, la sud de Wesel și de Lippe. Această forță trebuia să blocheze orice încercare de contraatac a trupelor germane staționate în regiunea Ruhr. Dată fiind rețeaua proastă de drumuri de pe malul estic din această zonă a Rinului, un al doilea corp al Armatei a 9-a trebuia să traverseze fluviul folosind podurile de la Wesel, din zona de responsabilitate a britanicilor de la nord de râul Lippe. În această zonă existau numeroase drumuri aflate în stare bună. După traversare, aceste corpuri100 mi (160 km) trebuiau să facă joncțiunea elementele Armatei I lângă Paderborn, desăvârșind astfel încercuirea Ruhrului.
Un alt aspect important al planului lui Montgomery a fost Operațiunea Varsity, în timpul căruia două divizii ale Corpului XVII aeropurtat trebuia să execute un asalt aerian pe celălalt mal al Rinului. Spre deosebire de doctrina standard a trupelor aeropurtate, care cerea ca salturile să fie efectuate mult în spatele liniilor inamice cu câteva ori înaintea asaltului amfibiu, zonele de parașutare ale „Varsity”  erau imediat în spatele primelor linii germane, în raza de acțiune a artileriei aliate. În plus, pentru ca să nu fie loviți de focul propriei artilerii, parașutiștii aliați nu trebuiau să înceapă acțiunea decât după ce infanteria reușise să ajungă pe malul estic al Rinului. Justețea hotărârii lansării parașutiștilor înarmați doar cu arme ușoare de infanterie într-o zonă așa de apropiată de front a fost pusă la îndoială, în condițiile în care asaltul amfibiu executat înaintea parașutărilor propriu-zise ridica problema lipsei de utilitate a operațiunii aeropurtate. Montgomery era însă convins că parașutiștii aveau să facă rapid joncțiunea cu forțele de asalt terestru, ducând la creșterea rapidă a efectivelor din capul de pod. de îndată ce capul de pod s-ar fi aflat ferm sub controlul aliaților, diviziile aeropurtate ar fi fost transferate către marile unități din cadrul cărora fuseseră temporar mutate.

### LansareaOperațiunii Plunder (Jaful)(23 martie)
„Operațiunea Plunder” a fost declanșată pe 23 martie cu un asalt al elementelor Armatei a 2-a britanice, ale căror acțiuni au vizat trei puncte de trecere: Rees la nord, Xanten în centru și Wesel la sud.  Cele două divizii ale Armatei a 9-a au trebuit să declanșeze un atac în regiunea Rheinberg la sud de Wesel. La nordul zonei de traversare, elementele Corpului XXX au început atactul (Operațiunea „Turnscrew” (Șurubelnița)) pe la ora 21:00. Acest atac era menit să distragă atenția germanilor de la asaltul principal de la Xanten din centru și de la Rheinberg din sud. Primele valuri de asalt au traversat rapid fluviul, reușind să înfrângă opoziția slabă a inamicului. Între timp a fost declanșat „Operațiunea Widgeon” (Rața sălbatică) al cam 3,5 km nord de Wesel. Aici, o brigadă de comando s-a strecurat de-a lungul malului fluviului și a așteptat la aproximativ 1,5 km depărtare de oraș. În acest timp, avioanele RAF Bomber Command au lansat aproximativ 1.000 t de bombe asupra localității. Comandourile au luat în stăpânire orașul Wesel până în dimineața zilei de 24 martie, în ciuda persistenței unor focare de rezistență până în seara zilei următoare. Corpurile de armată ale Armatelor a 2-a și a 9-a au declanșat atacul principal în jurul orei 02:00 al zilei de 24 martie, după finalizarea unei pregătiri masive de artilerie și a unui puternic bombardament de aviație.
Pentru atacul inițial al americanilor, comandantul Armatei a 9-a, generalul Simpson a ales Diviziile a 30-a și a 79-a de infanterie americane din cadrul Corpului XVI. Divizia a 30-a trebuia să traverseze într-o zonă dintre Wesel și Rheinberg, iar Divizia a 79-a forța cursul apei  la sud de Rheinberg. În rezervă fuseseră păstrate Divizia a 8-a blindată SUA și Diviziile a 35-a și a 75-a de infnaterie americană din cadrul Corpului XVI și Corpurile de armată XIII și XIX din cadrul Armatei a 9-a SUA.   Simpson a plănuit să introducă în luptă Corpul XIX de Armată de îndată ce ar fi fost posibil, după ce capul de pod ar fi fost cucerit, folosind Corpul XIII pentru păstrarea controlului asupra malului Rinului la sud de zonele de traversare.
După o oră de pregătire extrem de puternică de artilerie, urmărită de generalul Eisenhower din zona frontului, Divizia a 30-a de infanterie a declanșat asaltul. Focul de artilerie fusese atât de eficient și atât de bine coordonat în timp, încât batalioanele de asalt au traversat cu ușurință râul și au cucerit malul de est fără să întâmpine o rezistență notabilă. După ce valurile următoare de debarcare au traversat râul, trupele aliate s-au răspândit și au ocupat satele din zonă, opoziția germană fiind nesemnificativă. La ora 03:00, Divizia a 79-a de infanterie a declanșat acțiunea de traversare, reușind un succes asemănător cu cel al primelor valuri de debarcare. după ce echipamentul militar a fost transportat pe malul de est al Rinului, ambele divizii au început să înainteze în forță spre răsărit, reușind chiar în prima zi să înainteze între 5 și 10 km în interiorul teritoriului german.

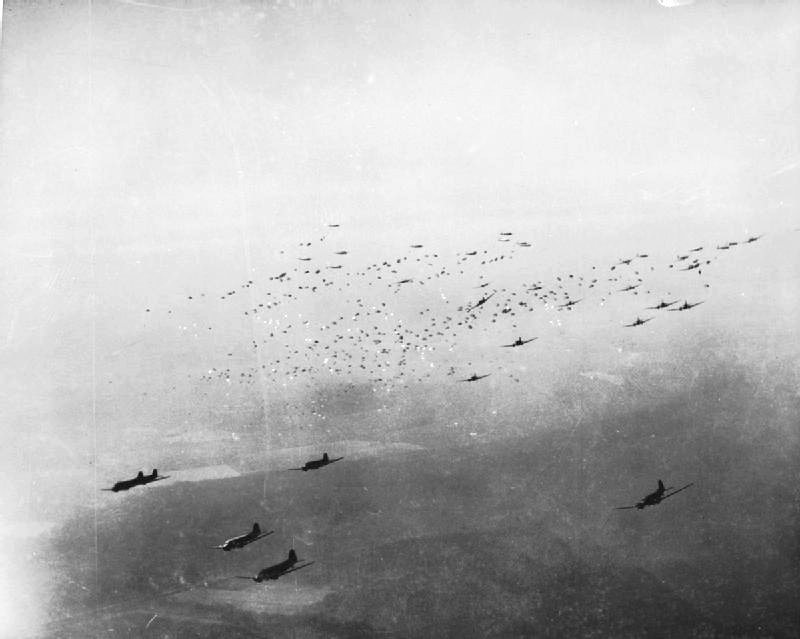
Avioanele de transport Douglas C-47 a fost folosit pentru lansarea parașutiștilor în ziua de 24 martie în timpul Operațiunii Varsity.

În zona de nord, traversarea trupelor britanice a decurs în mod asemănător, trupele terestre și cele aeropurtate reușind joncțiunea în seara aceleiași zile. Până în acel moment, parașutiștii reușiseră să cucerească toate obiectivele propuse, iar în plus luaseră și 3.500 de prizonieri.
Mai la sud, descoperirea unei breșe în liniile defensive din fața Diviziei a 30-a de infanterie au crescut încrederea aliaților în posibilitatea de reușită a unei străpungeri totale a frontului german până pe 25 martie. După ce atacurile de mică amploare ale aliaților din dimineața zilei de 25 martie au primit un răspuns timid din partea germanilor, comandantul diviziei, generalul maior Leland S. Hobbs, a organizat două grupuri de asalt mobile cu obiectivul pătrunderii în adâncimea teritoriului german. Hobbs nu a luat în considerație însă lipsa drumurilor din fața capului de pod al Corpului XVI. Cele două grupuri de asalt au trebuit să se deplaseze printr-o zonă puternic împădurită, cu drumuri de pământ desfundate, blocate cu blocuri din beton, care ofereau condiții optime pentru defensivă. În aceste condiții, aliații nu au reușit să înainteze decât 3,5 km pe data de 25. A doua zi, grupurile de asalt au reușit să cucerească ceva mai mult teren, iar unul dintre acestea a reușit chiar să își atingă obiectivele ordonate, înaintând aproximativ 10 km. Obstacolele întâlnite de trupele aliate i-au zădărnicit speranțele lui Hobbs pentru o străpungere rapidă a defensivei și pătrunderea în adâncimea teritoriului german.
În afară de lipsa unor drumuri corespunzătoare pentru dezvoltarea atacului, încercările de străpungere a defensivei efectuate de Divizia a 30-a au fost împiedicate de acțiunile Diviziei a 116-a Panzer. Singura unitate puternică rămasă să facă față traversărilor aliate ale Rinului în zona de nord, Divizia 116, a început să se deplaseze spre sud dinspre frontiera germano-olandeză pe 25 martie. Panzerele trebuiau să contracareze ceea ce planificatorii germani considerau a fi cea mai mare amenințare – acțiunile Armatei a 9-a SUA. Intrarea în luptă a tancurilor germane s-a făcut imediat simțită și, la sfârșitul zilei de 26 martie, combinația dintre acțiunile panzerelor și drumurile proaste au limitat drastic progresele atacului Diviziei a 30-a. Cum Divizia a 79 de infanterie întâmpina în sud o rezistență foarte puternică, generalul Simpson a hotărât să acționeze limitat și să ordone traversarea fluviului de câteva dintre forțele aflate pe malul vestic. Târziu, în seara zilei de 26 martie, elementele Diviziei a 8-a blindată a început traversarea și poziționarea în capul de pod deja cucerit.
Deși tancurile sosite în capul de pod a întărit capacitatea ofensivă a aliaților, Simpson a fost mult mai interesat să trimită Corpul XIX să traverseze podurile de peste Wesel, în conformitate cu indicațiile lui Montgomery, și, folosindu-se de drumurile mai bune de la nord de Lippe, să ocolească prin flanc inamicul din fața Diviziei a 30-a. Din păcate pentru aliați, presiunea germanilor din zona de nord a capetelor de pod a Armatei a 2-a a făcut ca britanicii să își finalizeze cu greutate podurile de pontoane de la Xanten. În aceste condiții, cea mai mare parte a traficului de peste fluviu s-a desfășurat la Wesel. Cum Montgomery a permis Armatei a 9-a să folosească podurile de la Wesel doar cinci ore pe zi și, în condițiile în care nu deținea controlul asupra rețelei rutiere de la nord de Lippe, generalul Simpson nu a fost capabil să concentreze suficiente forțe pentru ocolirea rapidă a frontului german.

### Capitularea Grupului de Armată B (1 aprilie)

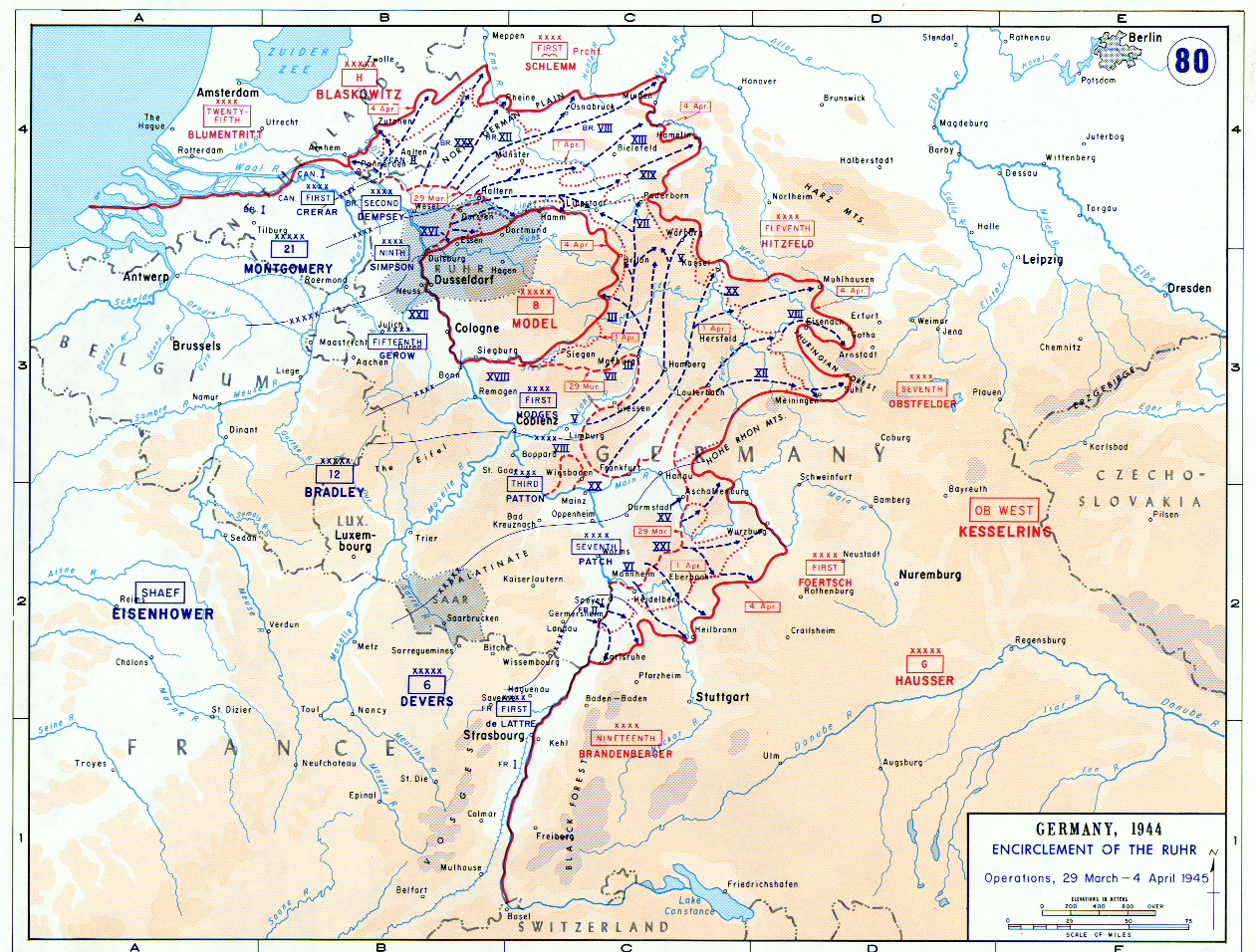
Încercuirea regiunii Ruhr și alte operațiuni aliate în perioada 29 martie – 4 aprilie 1945

Până pe 28 martie, Divizia a 8-a blindată extinsese limitele capului de pod cu doar 4,5 – 5 km și nu reușise să intre în Dorsten, un oraș aflat la 24 km est de Rin, un nod rutier care ar fi permis multiplicarea variantelor de dezvoltare a viitoarelor ofensive ale Corpului XVI. În aceeași zi, Montgomery a ordonat ca  drumurile de ieșire din Wesel să treacă în responsabilitatea Armatei a 9-a până pe 30 martie, iar podurile de peste Rin care duceau la oraș să fie trecute în subordinea aceleiași armate o zi mai târziu. Tot pe 28 martie, elemente ale Diviziei a 17-a aeropurtate SUA, acționând împreună cu forțele blindate britanice la nord de râul Lippe, au reușit să deschidă străpungă frontul inamic până cam la 48 km est de Wesel, deschizând un coridor sigur de deplasare pentru Corpul XIX, ceea ce asigura ocolirea defensivei germane de la Dorsten și de din zona de sud de acesta.  Generalul Simpson a avut în acel moment atât ocazia favorabilă cât și mijloacele necesare pentru dezlănțuirea în forță a atacului Armatei a 9-a, pentru încercuirea Ruhrurului.
Simpson a început atacul prin deplasarea pe 28 martie a Diviziei a 2-a blindată SUA (din cadrul Corpului XIX) spre capul de pod al Corpului XVI. Blindatele americane au primit ordinul să traverseze Lippe la est de Wesel, evitând astfel ambuteiajele din oraș. După ce a traversat Lippe, Divizia a 2-a blindată SUA a înaintat prin zona cucerită de Corpul XVIII aeropurtat SUA în jurul localității Haltern, 19 km nord de Dorsten. În zilele de 30 și 31 martie, divizia de tancuri a înaintat fără întrerupere 64 km, până la est de Beckum. Prin această manevră, americanii au reușit  să întrerupă circulația pe ultimele trei linii de cale ferate și autostrada care mai legau regiunea de estul Germaniei și Berlin. Restul trupelor din cadrul Corpului XIX s-au revărsat pe calea deschisă de primele atacuri și, în paralel, Armata I a reușit o înaintare asemănătoare prin sudul și estul regiunii Ruhr.
Înaintarea Armatei I din capul de pod de la Remagen a început cu un atac în zorii zilei de 25 martie. Feldmareșalul german Walter Model, care comanda Grupul de Armată B însărcinat cu apărarea regiunii Ruhr, și-a desfășurat trupele de-a lungul râului Sieg la sud de Köln, pe direcția est-vest, considerând că americanii vor ataca direct spre nord dinspre capul de pod de la Remagen. În schimb, Armata I americană a atacat spre est, spre Giessen și râul Lahn, doar după aproximativ 105 km schimbându-și direcția de înaintare spre nord, spre Paderborn, pentru ca să facă joncțiunea cu Armata a 9-a. Toate cele trei corpuri ale Armatei I au participat la atac, care în prima zi a fost dat de cinci divizii de infanterie și două de blindate. Corpul VII SUA de pe flancul stâng a avut cea mai grea sarcină datorită concentrării de trupe germane de la nordul capului de pod. În ciuda greutăților, tancurile americane au reușit să înainteze în prima zi 19 km. Corpul III din centru nu și-a implicat în luptă tancurile din prima zi, dar a reușit cu toate acestea să înainteze aproximativ 6,5 km. Corpul V din flancul drept a înaintat aproximativ 13 km, suferind pierderi minime.
Începând cu a doua zi, diviziile de tancuri ale celor trei corpuri de armată au transformat aceste succese inițiale într-o străpungere de proporții, dezorganizând defensiva și punând în primejdie spatele liniilor germane. Până în seara zilei de 28 martie, Armata I comandată de generalul Hodges a traversat râul Lahn, după o înaintare de aproximativ 80 km față de pozițiile inițiale, reușind să ia mai multe mii de prizonieri germani în acest timp. Înaintarea americanilor părea că nu poate fi oprită în niciun punct al frontului. Pe 29 martie, Armata I a schimbat direcția de atac spre Paderborn, la cam 130 km nord de Giessen. În timpul acestei manevre, flancul drept al Armatei I a fost protejat de Armata a 3-a, care reușise să atace cu succes dinspre capetele de pod deținute și se îndrepta spre Kassel.
O unitate de șoc din cadrul Diviziei a 3-a blindată SUA din cadrul Corpului VII, în care fuseseră încadrate mai multe tancuri grele M26 Pershing, a deschis drumul americanilor spre Paderborn din 29 martie.  După întărirea cu un regiment din cadrul Diviziei 104 de infanterie SUA la divizia blindată, tancurile americane au deschis drumul întregului Corp VII, care a preluat ferm controlul asupra teritoriului german ocupat. După o înaintare de peste 70 km fără pierderi, forța mobilă blindată s-a oprit la aproximativ 24 km de obiectivul atacului. La reluarea înaintării în dimineața zilei următoare, aliații au trebuit să încerce să depășească pozițiile germane apărate de elevii unei școli militare de tanchiști SS de la Paderborn. Cadeții germani echipați cu aproximativ 60 de tancuri au rezistat cu fanatism întreaga zi. În fața rezistenței forte puternice a germanilor, generalul maior J. Lawton Collins—comandantul corpului VII – l-a rugat pe generalul Simpson să îi acorde ajutorul prin trimiterea unor unități ale Armatei a 9-a care avansa spre est dinspre Ruhr. Simpson a ordonat în consecință unei brigăzi combinate din cadrul Diviziei a 2-a blindate, care tocmai ajunsese la Beckum, să înainteze spre sud 25 km până la Lippstadt, la mijlocul distanței dintre Beckum și pozițiile Diviziei a 3-a blindate SUA, care nu reușea să mai înainteze. 
În dimineața zilei de 1 aprilie, elemente ale Diviziilor a 2-a și a 3-a blindate SUA au făcu joncțiunea la Lippstadt, închizând încercuirea regiunii industriale Ruhr și a Grupului de Armată B comandată de Model.
La începutul lunii aprilie, ofensiva la est de Rin se desfășura în conformitate cu planurile aliate. Toate armatele desemnate să traverseze Rinul aveau unități la est de fluviu, inclusiv Armata I canadiană în nord. Canadienii trimiseseră o divizie spre est prin podul capului de pod britanic de la Rees. Armata I franceză a cucerit pe 31 martie propriul cap de pod, după ce forțase cursul fluviului la Germersheim și Speyer, cam la 80 km sud de Mainz. Atacurile impetuoase ale aliaților la est de Rin și scăderea într-un ritm accelerat a capacității de rezistență a germanilor au transformat campania finală din Germania într-o urmărire a unui inamic aflat într-o continuă retragere.
În centrul dispozitivului aliat, generalul Eisenhower a plasat o armată proaspăt sosită pe front, Armata a 15-a SUA, plasată sub controlul Grupului de Armată XII. Aceste forțe noi, împreună cu Armatele I și Armata a 9-a au restrâns continuu regiunea controlată de germani în  Ruhr. Odată cu restrângerea pungii germane din Ruhr, Armata a 15-a  a preluat de la Armata a 9-a sarcinile de forță de ocupație în zonă, în timp ce Armatele I și a 3-a  au continuat înaintarea în inima Reichului.

### Schimbarea efortului principal de atac de către Eisenhower pe 28 martie
Pe 28 martie, toate aceste evenimente l-au făcut pe Eisenhower să hotărască o modificare a planurilor pentru desfășurarea viitoare a ofensivei. Odată cu capitularea forțelor germane din Ruhr, el dorea ca Armata a 9-a să fie transferată din cadrul Grupului de Armata XXI britanic în cadrul Grupului de Armată XII american. După reducerea pungii Ruhr, principalul efort de război urma să fie făcut de Grupul de  Armată XII comandat de generalul Bradley, care acționa în centrul frontului, în defavoarea forțelor din nord comandate de Montgomery. Grupul XXI comandat de Montgomery trebuiau acum să asigure securitatea flancului nordic al lui Bradley, în vreme ce Grupul de Armată VI comandat de Devers urma să apere flancul drept al forței principale de atac. Mai mult chiar, obiectivul principal al atacului  nu mai era cucerirea Berlinului, ci a Leipzigului, unde urma să să se facă joncțiunea cu trupele sovietice. În acest fel, forțele germane ar fi fost rupte în două. Odată ce ar fi fost atins acest obiectiv, Grupul de Armată XXI și-a fi continuat cucerirea orașelor Lübeck și Wismar de pe malul Mării Baltice, izolând forțele germane în peninsula Iutlanda din Danemarca, iar Grupul de Armată VI și Armata a 3-a SUA urmau să intre în Austria
Premierul și șefii Statelor Majore britanici s-au opus cu putere noului plan. În ciuda faptului că sovieticii se aflau în fața porților Berlinului, ei considerau că orașul este un punct critic din punct de vedere politic și chiar și militar. Eisenhower, sprijinit de propriul său Mare Stat Major, și-a susținut cu fermitate planul. Din punctul de vedere al generalului american, obiectivul principal al aliaților era obținerea cât mai rapid a victoriei. Dacă responsabilii politici americani i-ar fi dat ordin să schimbe direcția de atac spre Berlin, sau dacă realitățile frontului ar fi impus participarea la cucerirea capitalei germane, Eisenhower avea să acționeze în consecință. Altfel, generalul considera că trebuie să își urmărească neabătut obiectivul terminării victorioase a războiului cât mai rapid cu putință. În plus, ținând seama că Berlinul, ca și întreg teritoriul german de altfel, fusese deja divizat în zone de ocupație de către reprezentanții guvernelor aliate în timpul Conferinței de la Ialta, Eisenhower nu întrevedea nici un avantaj politic în cursa pentru cucerirea Berlinului. El considera pe bună dreptate că, orice teritoriu pe care aliații occidentali l-ar fi ocupat în viitoare zonă de ocupație sovietică, ar fi trebuit în cele din urmă să fie cedate sovieticilor după încheierea războiului. În cele din urmă, campania militară aliată s-a desfășurat în conformitate cu noile planuri ale lui Eisenhower .

### Cucerirea Ruhrului (18 aprilie)

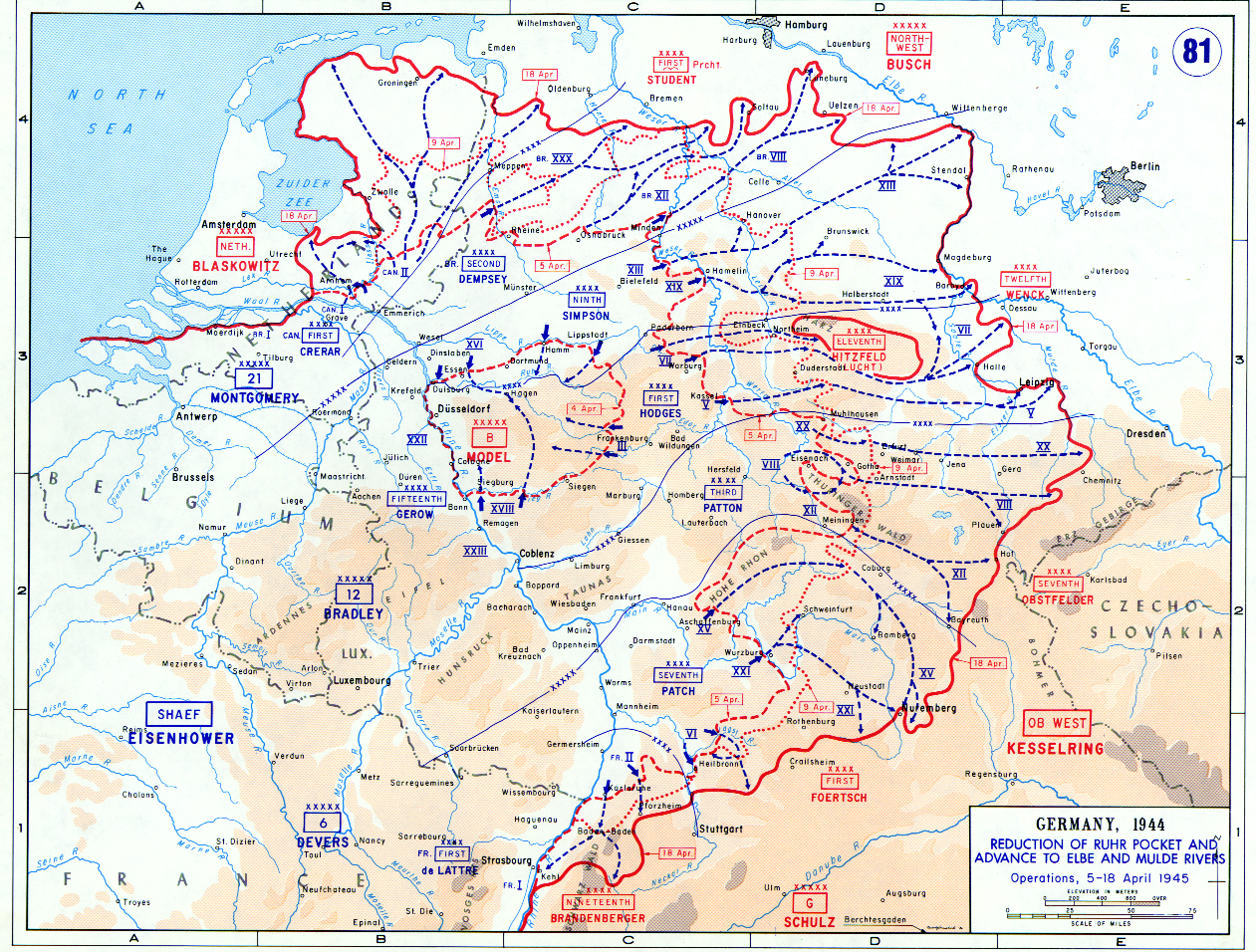
Reducerea pungii Rurhruolui și înaintarea aliată spre Elba și Mulde în perioada 5 – 18 aprilie 1945

Prima pas pentru realizarea planului lui Eisenhower era eliminarea rezistenței germane din Ruhr. Chiar mai înainte ca încercuirea regiunii să fie complete, germanii din Ruhr încercaseră în mai multe rânduri să își evacueze forțele spre est. Toate aceste tentative fuseseră respinse de aliați, care se bucurau de o copleșitoare superioritate în efective și armament. Pentru eliminarea rezistenței germane din Ruhr, Armatele I și a 9-a au pregătit atacuri pe direcția est-vest, de-a lungul văii râului Ruhr. Armata A 9-a din Corpul de Armată XVI, care ocupa poziții la nordul Ruhrului după ce traversase Rinul, urma să fie sprijinit în ofensiva sa spre sud de două divizii din Corpul XIX. (Restul unităților Corpului XIX și Corpul XII trebuia să continue înaintarea spre răsărit). La sud de valea Rurului, atacul Armatei I trebuia deschis de Corpul aeropurtat XVIII, care fusese transferat aici după încheierea Operațiunii VARSITY. Corpul III, V și VII al Armatei I aveau să continue înaintarea spre est. Sectorul în care acționa Armata a 9-a pentru eliminarea pungii din regiunea industrială Ruhr, deși avea doar o treime din frontul repartizat Armatei I la sud de valea fluviului, conținea majoritatea obiectivelor industriale din zona încercuită. Pe de altă parte, regiunea în care trebuia să acționeze Armata I era una accidentată, puternic împădurită și cu o proastă rețea de drumuri.
Pe 1 aprilie, când încercuirea regiunii Ruhr a fost încheiată, soarta trupelor germane de aici a fost pecetluită. Soldații germani nu ar fi putut rezista mai mult de câteva zile în condițiile încercuirii complete.  
Pe 4 aprilie, ziua în care comanda a revenit generalului Bradley, Armata a 9-a a declanșat atacul spre sud, spre valea râului Rur. În zona de sud, Corpul III din cadrul Armatei I și-a lansat la rândul lui atacul pe ziua de 5, iar Corpul XVIII aeropurtat a atacat spre nord. Rezistența germană, care a fost destul de puternică la început, a cedat rapid. Pe 13 aprilie, Armata a 9-a reușise să elimine rezistența germană din nordul pungii, în timp ce elementele Diviziei a 8-a de infanterir din cadrul Corpului XVIII aeropurtat au atins malurile sudice ale Rurului, împărțind punga germană în două. Aliații au luat în fiecare zi mii de prizonieri. începând din 16-18 aprilie, când germanii au încetat practic rezistența, iar resturile Grupului de Armată B au capitulat în mod oficial, soldații germani s-au predat individual sau în grupuri de sute de oameni în fiecare zi. Comndantul Grupului de Armată B, Walther Model, s-a sinudis pe 21 aprilie.
Numărul total al prizonierilor de război luați de aliați în Ruhr a ajuns la aproximativ 325.000, cu mult peste orice estimare pe care o făcuseră americanii. Comandanții americani au încercuit în grabă perimetre mari cu sârmă ghimpată, creând lagăre de prizonieri improvizate, unde germanii care se predaseră așteptau sfârșitul războiului și reîntoarcerea la casele lor. În paralel, forțele victorioase au eliberat au eliberat zeci de mii de străini supuși de germani la muncă forțată precum și prizonieri de război aliați. numărul mare de prizonieri de război pe de-o parte și muncitorii și prizonierii aliați eliberați au supus sistemul logistic aliat la o presiune uriașă.

### Pregătirea de către Grupul de Armată XII a atacului final
În acest timp, trupele aliate de la nord, sud și este de regiunea Ruhr își reorganizau liniile pentru pregătirea atacului final spre inima Germaniei. Noul plan de operații prevedea ca Grupul de Armată XII comandat de Bradley să dea atacul principal. Din cadrul acestui grup,  Armata I comandată de Hodges în centrul frontului avea ca obiectiv un atac de aproximativ 210 km spre Leipzig și fluviul Elba. La nord, Corpul XIX (Armata a 9-a) și Corpul XIII trebuiau să atace spre Magdeburg, la aproximativ 100 km nord de Leipzig, și aceasta în ciuda dorinței generalului Simpson,comandantul armatei, care  spera să fie lăsat să se îndrepte spre Berlin. La sud, Armata a 3-a comandat Patton trebuia să atace spre Chemnitz, aflat cam la 65 km sud-est de Leipzig. De aici, Patton trebuia să continue înaintarea spre sud-este și să intre în Austria. În același timp, Grupul de Armată VI SUA comandat de generalul Denver trebuia să înainteze prin Bavaria și prin Munții Pădurea Neagră spre Austria spre posibilele contre de rezistență nazistă din Alpi.
Pe 4 aprilie, în timpul unei pauze tactice care să permită regruparea tuturor forțelor Grupului de Armată XII, militarii Armatei a 3-a au făcut două descoperiri notabile. Lângă orașul Merkers, militari ai Diviziei a 90-a de infanterie au descoperit o mină de sare cu intrarea sigilată, unde fusese adăpostită o bună parte a tezaurului național german. Tezaurul includea mari cantități de bancnote germane, numeroase picturi cu o valoare inestimabilă, grămezi de bijuterii din aur și argint precum și alte obiecte din metale prețioase jefuite de la victimele nazismului, precum și o mare cantitate de lingouri de aur și monede din diferite țări. Cea de-a doua descoperire făcută de militarii Armatei a 3-a pe 4 aprilie i-a îngrozit și i-a înfuriat pe cei care au văzut-o. Când militarii Diviziei a 4-a blindate și ale Diviziei a 89-a de infanterie au cucerit micul oraș Ohrdruf, la câțiva kilometri de orașul Gotha, ei au descoperit lagărul de concentrare Ohrdruf, primul dintr-un șir de lagăre pe care aveau să le elibereze aliații occidentali.

### Înaintarea Grupului de Armată XII spre Elba (9 aprilie)
Pauza făcută pe 4 aprilie de Armata a 3-a a permis restului trupelor lui Bradley să ajungă la râul Leine, cam la 80 km este de Paderborn. Astfel, toate cele trei armate ale Grupului de Armate XII SUA erau plasate pe o linie nord-sud, în poziții care să le permită să înainteze în mod independent spre Elba. Pe 9 aprilie, atât Armata I cât și cea de-a 9-a ocupaseră capete de pod peste Leine, ceea ce l-a făcut pe Bradley să ordone declanșarea unui atac nerestricționat spre est. În dimineața zilei de 10 aprilie, Grupul de Armată XII a declanșat cu hotărâre înaintarea spre Elba.
Cursul Elbei era obiectivul oficial al înaintării aliaților occidentali, dar erau încă numeroși comandanți americani care considerau că obiectivul final trebuia să fie cucerirea Berlinului. Până în dimineața zilei de 11 aprilie, elemente ale Diviziei a 2-a blindate din cadrul Armatei a 9-a au înaintat rapid aproape 120 km până pe malul Elbei la sud de Magdeburg, la doar 80 km de Berlin, într-o demonstrație a capacității americanilor de cucerire a capitalei Reichului. Pe 12 aprilie, mai multe unități ale Armatei a 9-a au ajuns la rândul lor pe malul Elbei. Comandanții acestor mari unități au așteptat a doua zisă primească permisiunea să se îndrepte spre Berlin. Dar după două zile, pe 15 aprilie, americanii și-au dat seama că nu li se va permite să continue înaintarea. Eisenhower i-a trimis lui Bradley indicațiile finale cu privire la această chestiune: Armata a 9-a trebuia să rămână pe poziții, fără să se implice în vreun fel în cucerirea Berlinului. Americanii au primit în schimb ordine pentru eliminarea unor centre locale de rezistență ale germanilor.

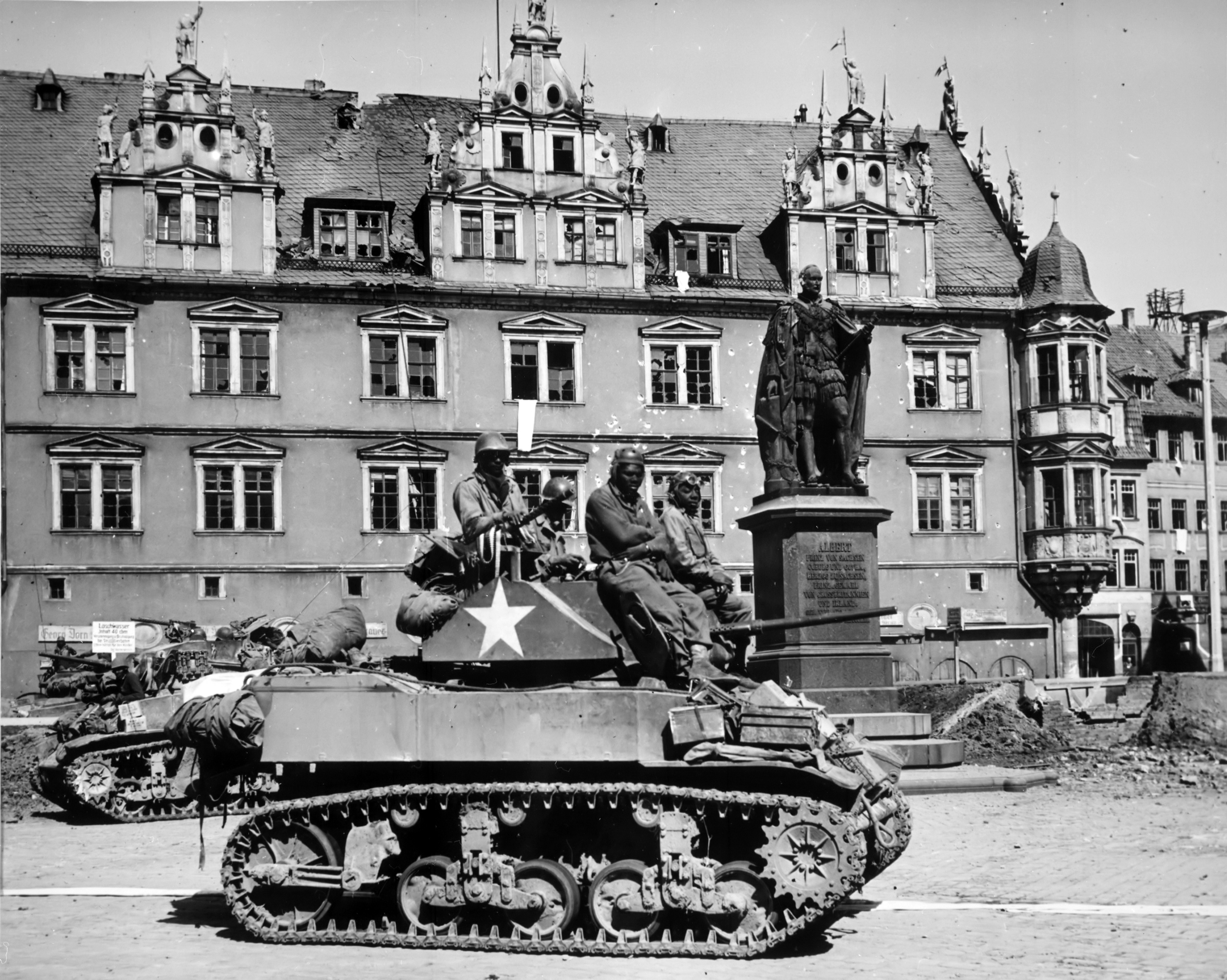
Tanc american în Coburg pe 25 aprilie

În centrul frontului Grupului de Armată XII, Armata I comandată de Hodges trebuia să înfrângă o rezistență mai puternică, înaintarea americanilor fiind din acest motiv întârziată. În vreme ce se apropia de Leipzig, cam la 100  km de Magdeburg și 25 km de râul Mulde, Armata I a ajuns într-una dintre puținele zone întărite în care germanii aveau o defensivă organizată. Germanii organizaseră aici o linie de apărare cu adâncime mare ale cărei principale arme o reprezentau tunuri antiaeriene folosite cu efecte devastatoare împotriva trupelor terestre americane. Printr-o combinație de manevre de ocolire și de atacuri de noapte, militarii Armatei I au reușit să distrugă sau să ocolească bateriile de tunuri, intrând în cele din urmă în  Leipzig, ai cărui apărători au capitulat oficial în dimineața zilei de 20 aprilie. Până la sfârșitul aceleiași zile, unitățile care cuceriseră Leipzigul s-au alăturat restului Armatei I pe malul râului Mulde, unde primiseră ordin să se oprească.
Între timp, Armata a 3-a de pe flancul sudic al Grupului de Armată XII înaintase constant, cucerind orașele Erfurt și Weimar. Pe 12 aprilie, după o înaintare de 48 km,  militarii americani au străbătut câmpul bătăliei de la Jena din 1806. În acea zi, Eisenhower i-a dat ordin lui Patton să oprească înaintarea Armatei a 3-a pe malurile râului Mulde, cam la 16 km de obiectivul inițial, orașul  Chemnitz. Această modificare s-a datorat unei înțelegeri dintre americani și sovietici, prin care liderii militari doreau să stabilească un aliniament ușor identificabil din punct de vedere geografic și să evite ciocnirile accidentale dintre forțele aliate care tindeau să facă joncțiunea. În vreme ce Armata a 3-a și-a aliniat cea mai mare parte a forțelor de-a lungul văii râului Mulde pe 13 aprilie, flancul său sudic a continuat să înainteze spre sud-est împreună cu Grupul de Armată VI pentru ca să elimine rezistența germană din sudul țării și să intre în Austria. După cucerirea orașului Coburg, americanii au cucerit orașul Bayreuth pe 14 aprilie.
Capacitatea de rezistență a germanilor în timpul marșului spre linia Elba-Mulde a fost, ca aproape de-a lungul întregului final de război, sporadică și imprevizibilă. Dacă în unele zone defensiva a fost puternică, în altele germanii au capitulat aproape fără luptă. Forțele lui Eisenhower au menținut ritmul atacului spre est prin străpungerea zonelor puternic apărate de inamic  cu puternice forțe de tancuri, urmate de izolarea defensivei germane și distrugerea ei cu atacuri de infanterie. Aceasta a fost tactica folosită  de americani pentru distrugerea unei forțe de aproximativ 70.000 de oameni din munții Harz —60 de km nord de Erfurt—și tot așa au fost cucerite orașele Erfurt, Jena, și  Leipzig.

### Întâlnirea dintre forțele americane și cele sovietice pe 25 aprilie

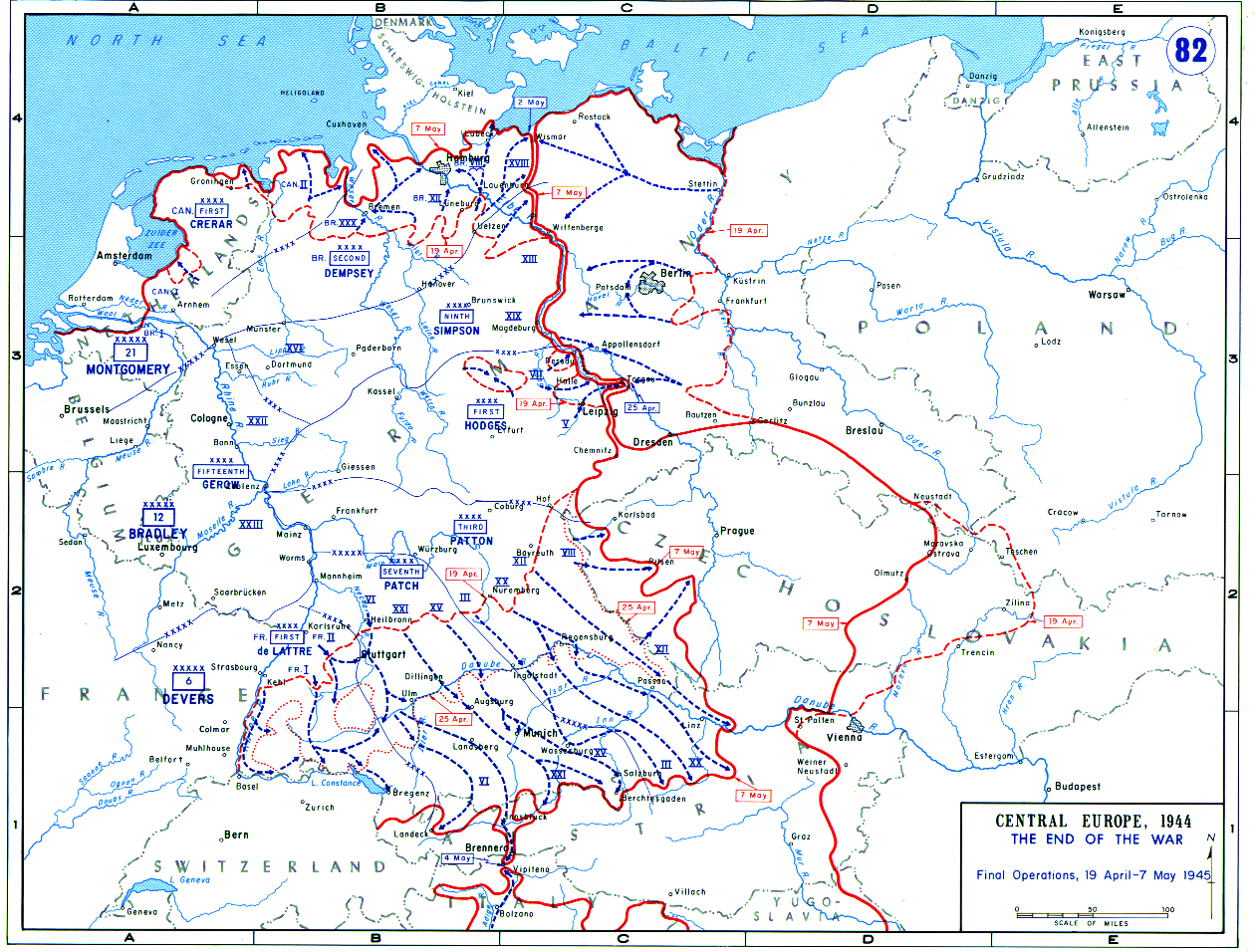
Operațiunle finale ale aliaților occidental între 19 aprilie și 7 mai și modificările frontului sovietic în aceeași perioadă

Toți militarii aliați de pe linia Elbe-Mulde erau dornici să fie primii care să facă joncțiunea cu Armata Roșie. La sfârșitul lunii aprilie se cunoștea faptul că trupele sovietice se aflau în apropiere și mai multe zeci de patrule americane cercetau valea râului Mulde în speranța că îi vor întâlni pe ruși. Elemente ale Armatei I din cadrul Corpului V au reușit să stabilească primii contactul cu sovieticii. În zia de 25 aprilie, la ora 11:30, o patrulă a Diviziei a 69-a a întâlnit un cavalerist sovietic în satul Leckwitz. În cursul aceleiași zile, mai multe patrule americane ale aceleiași armate au întâlnit subunități sovietice. Pe 26 aprilie, comandantul diviziei, generalul maior Emil F. Reinhardt s-a întâlnit la Torgau cu generalul maior Vladimir Rusakov, comandantul Diviziei a 58-a de gardă, în cadrul primei ceremonii oficiale comune. După o campanie aproape fără greșeală prin Germania meridională, Grupul de Armată XII a reușit să rupă în două forțele lui Hitler.. Ziua de 25 aprilie a devenit cunoscută ca „Ziua Elbei”. 

### Înaintarea Grupului de Armată VI către Austria
În vreme ce Grupul de Armată XII înainta spre est, Grupul de Armată VI de sub comanda generalului Denvers avea două obiective de îndeplinit: să protejeze flancul Grupului XII și să elimine orice încercare a germanilor de organizare a unei ultime rezistență în Munții Alpi din sudul Germaniei și Austria de vest. Pentru îndeplinirea celor două obiective, Armata a 7-a comandată de generalul Alexander Patch a trebui să atace sub formă de arc, mai întâi spre nord-est, de-a lungul flancului trupelor lui Bradley, după care să vireze spre sud alături de Armata a 3-a pentru cucerirea orașelor Nürnberg și München și, în cele din urmă, să intre în Austria. Armata I franceză comandată de generalul Jean de Lattre de Tassigny urma să atace spre sud și sud-est pentru cucerirea orașului Stuttgart, după care să se îndrepte spre granița elvețiană și, mai departe, în Austria.
La început, rezistența germanilor din sectorul Grupului de Armată VI SUA a fost mai puternică decât în sectorul Grupului de Armată XII. Forțele germane de acolo erau încă mai bine organizate decât cele din nord. În cele din urmă, Armata a 7-a a reușit să iasă pe 28 martie din zona îngustă a capului de pod de peste Rin chiar la sud de Frankfurt, implicând în luptă elemente a trei corpuri – XV (în nord), XXI în centru și VI în sud. Divizia a 45-a de infanterie SUA a luptat timp de șase zile mai înainte să cucerească pe 3 aprilie orașul Aschaffenburg, la 56 km este de Rin. În sud, unitățile Corpului VI au întâlnit o rezistență neașteptat de puternică la Heilbronn, 65 km în adâncimea teritoriului german. În ciuda executării unui atac amplu de tancuri pentru încercuirea defensivei inamice, americanii au avut nevoie de nouă zile de lupte pentru cucerirea controlului deplin asupra orașului Heilbronn. Până la urmă, Armata a 7-a a reușit să străpungă apărarea germană în adâncime, în special în nord, moment în care a fost gata să își schimbe direcția de atac spre sud și sud-est. Pe 15 aprilie, când Eisenhower ordonat ca întreaga Armată a 3-a a lui Patton să se îndrepte spre sud-est spre valea Dunării către Linz și spre sud către Salzburg și Austria centrală, el a ordonat și Grupului de Armată VI SUA să execute o schimbare asemănătoare a direcției de atac în sudul Germaniei și vestul Austriei.

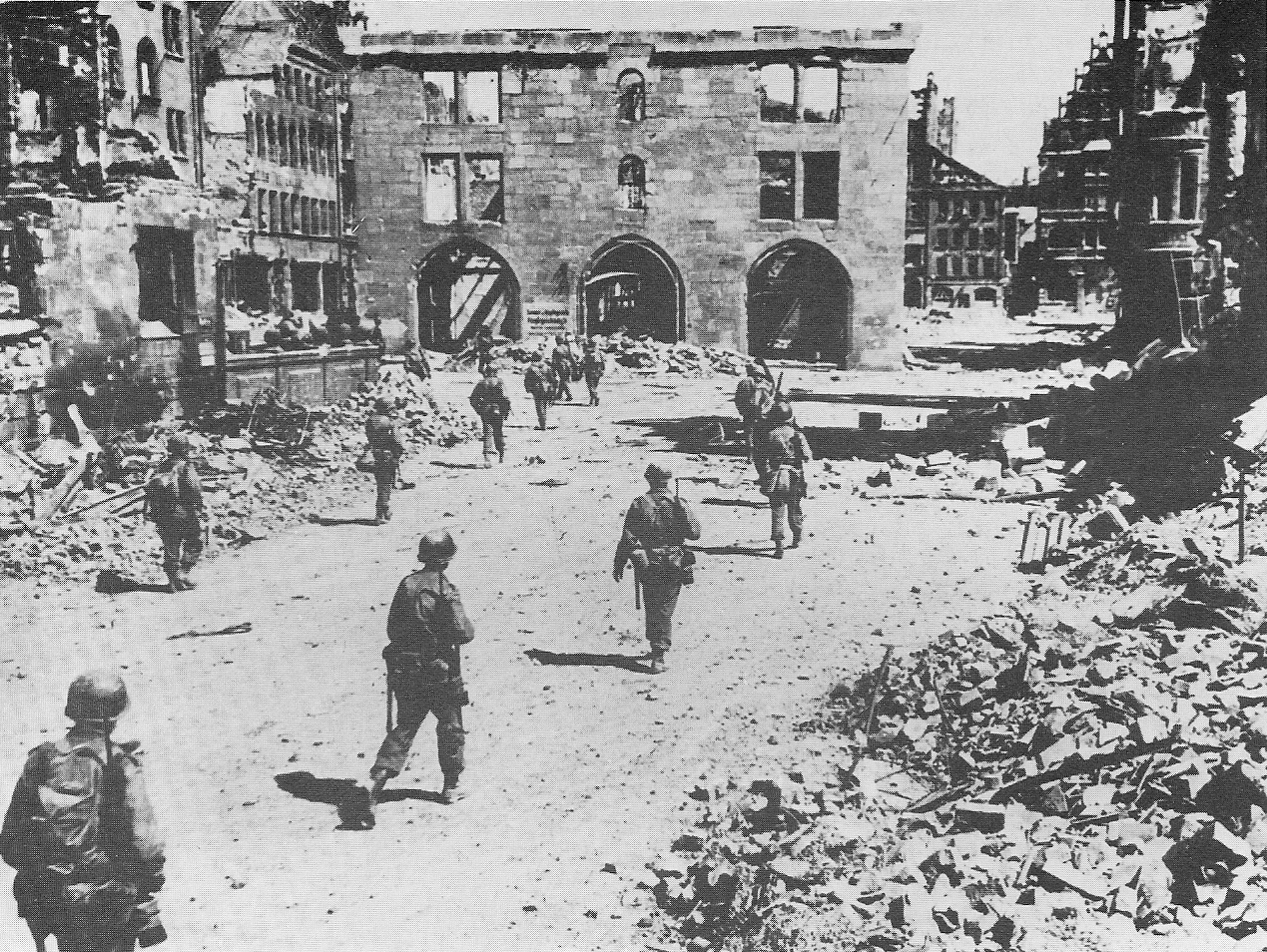
Soldați ai Diviziei a 3-a de infanterie SUA în Nürnberg (20 aprilie)

Avansând pe această direcție nou, flancul stâng al Armatei a 7-a a cucerit rapid orașul, aflat la aproximativ 160 km est de Rin, și s-a îndreptat spre  Nürnberg, 50 km mai spre sud Atunci când americanii un ajuns la Nürnberg pe 16 aprilie, Armata a 7-a a întâmpinat același tip de apărare sprijinită de tunuri antiaeriene pe care o întâlnise Armata I la Leipzig. Luptele au durat până pe 20 aprilie, când orașul a fost cucerit după străpungerea liniilor artileriei antiaeriene și înfrângerea rezistenței inamice în lupte grele de stradă.
După cucerirea orașului Nürnberg, Armata a 7-a a întâmpinat o rezistența redusă. În acest timp, Divizia a 12-a blindate SUA s-a îndreptat spre cursul Dunării, pe care a traversat-o pe 22 aprilie. În zilele următoare, restul unităților Corpurilor XXI și XV au traversat la rândul lor fluviul.
Între timp, Corpul VI de pe flancul drept al Armatei a 7-a a înaintat spre sud-est împreună cu Armata I franceză. Francezii au cucerit pe 21 aprilie printr-o mișcare de dublă învăluire orașul  Stuttgart, pentru ca a două zi, militarii francezi și cei americani ai Corpului VI să atingă malurile Dunării. În mod similar, Armata a 3-a de pe flancul stâng al Grupului de Armată VI SUA a înaintat rapid fără să întâmpine o rezistență puternică, elementele sale înaintate atingând malurile fluviului pe 24 aprilie.
După ce Grupul de Armată VI  și Armata a 3-a finalizaseră înfrângerea centrelor principale de rezistență din sudul Germaniei și se îndreptau spre Austria, devenise clar pentru toată lumea, pentru aliați și pentru germani în egală măsură, că războiul se apropia de sfârșit. În fața trupelor aliate care înaintau, localitățile ridicau steagul alb al capitulării, în speranța că astfel vor evita distrugerile suferite de orașele care rezistaseră. În același timp, militarii germani se predau cu miile, uneori capitulând unități întregi.

### Joncțiunea forțelor americane din Germania și Italia (4 mai)
Pe 30 aprilie, elemente ale Corpurilor XV și XXI din cadrul Armatei a 7-a au cucerit Münchenul, la 48 km sud de Dunăre, în vreme ce unitățile de avangardă ale Corpului VI intraseră deja în Austria cu două zile mai devreme. Pe 4 mai, Corpurile V și XII ale Armatei a 3-a au înaintat în Cehoslovacia, iar unitățile Corpului VI au întâlnit subunități ale Armatei a 5-a SUA în apropierea graniței cu Italia. În acest fel, s-a făcut joncțiunea dintre teatrele de operațiuni din Europa Occidentală și Mediterana. De asemenea, pe 4 mai, după schimbarea ariilor de competență aliate, care a dus la plasarea Salzburgului în sectorul Armatei a 7-a, garnizoana orașului a capitulat în fața militarilor Corpului XV. Militarii aceluiași Corp de Armată XV au ocupat de asemenea și Berchtesgaden, mica localitate care ar fi trebuit să fie punctul de comandă al lui Hitler în Reduta Alpilor. Odată cu ocuparea de către aliați a tuturor pasurilor montane ale Alpilor, fusese îndepărtată orice posibilitate de rezistență în munți sau în zonele învecinate. După încă doar câteva zile, războiul avea să se încheie în Europa.

### Traversarea Elbei de către Grupul de Armata al 21-lea britanic British (29 aprilie)

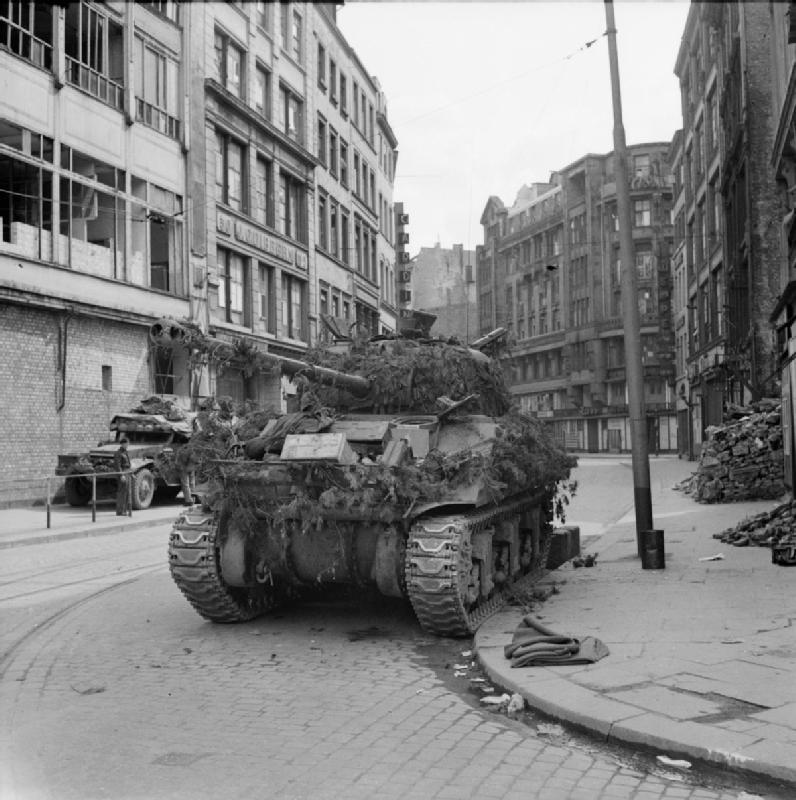
Tanc britanic în Hamburg (4 mai)

În vreme ce forțele aliate din sud înaintau spre Alpi, Grupul de Armată XXI a avansat spre nord și nord-est. Aripa dreaptă al Armatei a 2-a britanice a ajuns la Elba la sud de Hamburg pe 19 aprilie. Flancul său drept a luptat timp de o săptămână pentru cucerirea orașului Bremen, care a fost ocupat în cele din urmă pe 26 aprilie. Trei zile mai târziu, britanicii au traversat Elba, sprijiniți și de Corpul XVIII aeropurtat. Capul de pod a fost extins rapid, iar pe 2 mai au fost ocupate Lübeck și Wismar, la 80 km est de Elba. În acest fel, Iutlanda a fost separată de restul Germaniei.
Pe flancul stâng al Grupului de Armată XXI, unul dintre marile unități ale Armatei I canadiene a ajuns pe malul Mării Nordului pe 16 aprilie  în dreptul frontierei olandezo-germane, în vreme ce un alt corp canadian a înaintat prin Olanda centrală, prinzând în încercuire forțele germane de aici. Comandanții aliați s-au temut însă ca germanii încercuiți să nu secătuiască de resurse populația locală, care se afla în pragul foametei. În aceste condiții, Eisenhower a fost de acord cu semnarea unei înțelegeri cu germanii, cărora urma să li se parașuteze alimente în acordului acestora pentru încetarea focului. Operațiunile de parașutare a alimentelor cunoscute ca „Mana Cerească” și „Haleala” au fost organizate începând cu 29 aprilie,, acestea marcând începutul unui efort al aliaților conduși de SUA pentru salvarea Europei devastate de război.

### Capitularea Germaniei (8 mai)

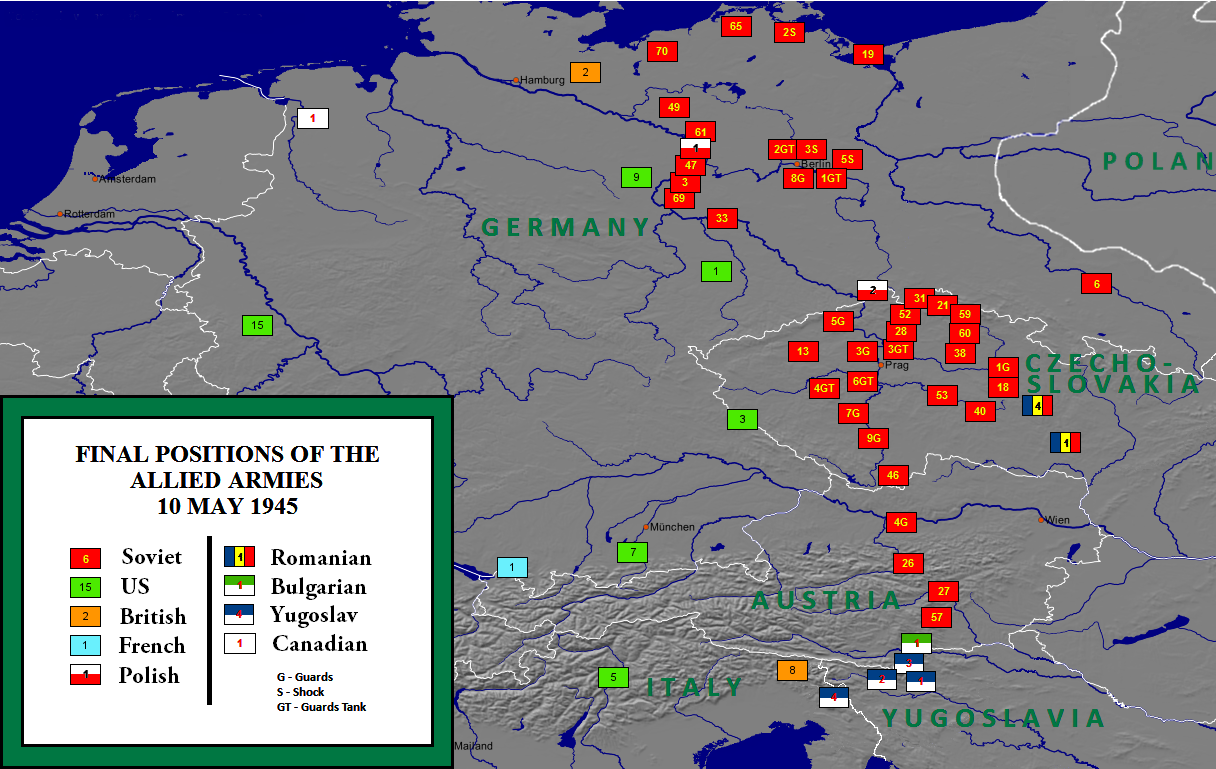
Pozițiile aliaților în mai 1945.

Spre sfârșitul lunii aprilie, al treilea Reich era sfâșiat de trupele aliate. Dintre teritoriile care se mai aflau încă sub controlul naziștilor, majoritatea nu se aflau de fapt în Germania. După ce posibilitatea de fugă spre sud fusese eliminată de americani, iar Berlinul era încercuit de Armata Roșie, Adolf Hitler s-a sinucis pe 30 aprilie, lăsându-i amiralului Karl Dönitz sarcina negocierii capitulării. După ce germanii au încercat fără succes să ajungă la o înțelegere doar cu aliații occidentali, Dönitz l-a împuternicit pe 7 mai pe Alfred Jodl să accepte o capitulare completă pe toate fronturile. Documentele necesare au fost semnate în aceeași zi, capitularea intrând în vigoare pe 8 mai. În ciuda unor acte izolate de rezistență a unor mici unități, se poate considera că războiul în Europa se încheiase.

## Aprecieri critice

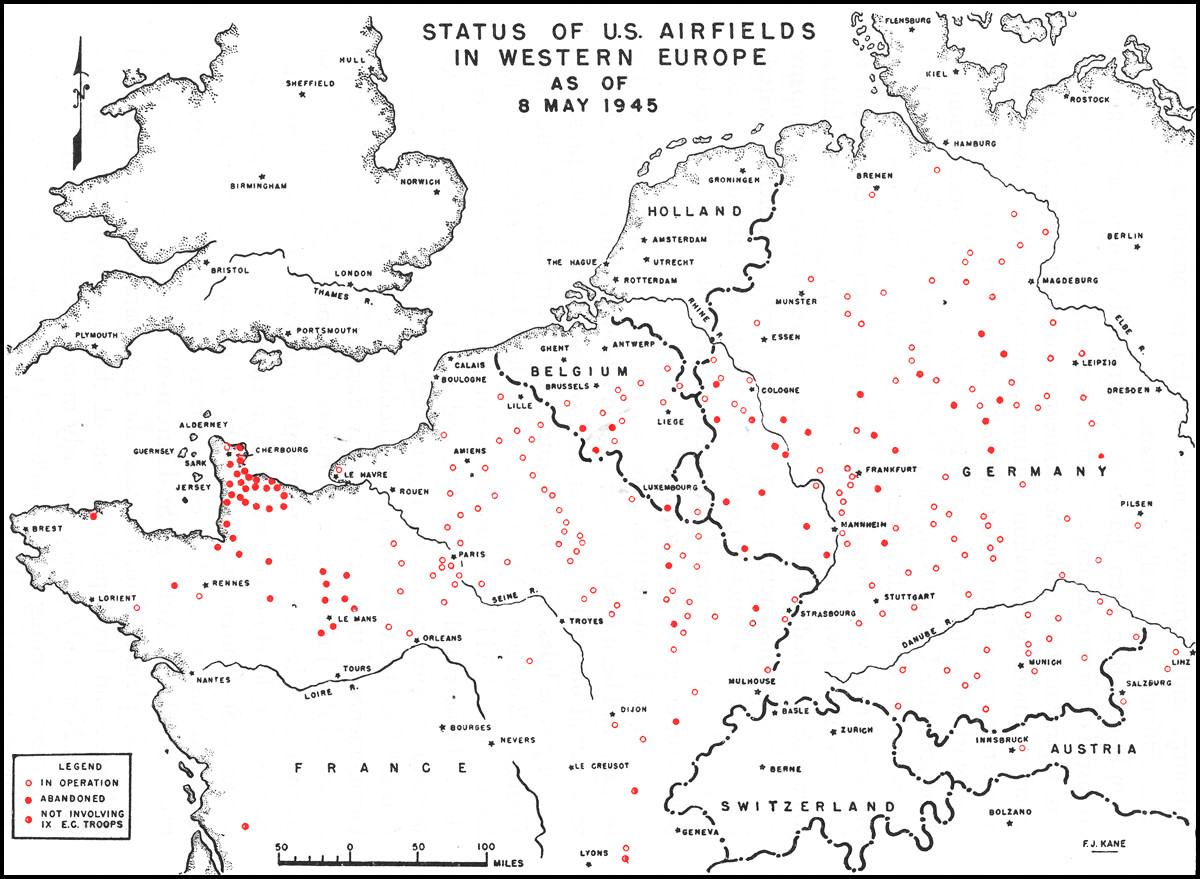
Aeroporturile americane în Europa la sfârșitul războiului.

Încă de la declanșarea operațiunilor militare din Europa Centrală devenise evident că victoria aliată nu mai putea să fie pusă la îndoială. După ce mizase pe o victorie în timpul ofensivei din Ardeni, Hitler nu a mai dispus de resurse suficient de mari pentru ca să oprească înaintarea aliaților. În ciuda acestui fapt, aliații au trebuit să lupte din greu pentru victorie. Chiar și atunci când devenise evident chiar și pentru cei mai loiali naziști că situația Germaniei este pecetluită, Hitler a continuat să refuze să recunoască realitatea. Doar când proiectilele artileriei sovietice au început să cadă asupra buncărului său din Berlin, Führerul a cedat și s-a sinucis.
Traversarea Rinului, încercuirea și cucerirea regiunii Ruhr și înaintarea rapidă până pe aliniamentele fluviilor Elba-Mulde și a Alpilor au consacrat campania finală de pe frontul de est ca o dovadă a superiorității aliate în războiul de manevră. Aliații occidentali au demonstrat în Europa Centrală că au putut să învețe din lecțiile trecutului primite în timpul campaniei din Normandia și a marșului de la Paris până la Rin. Aliații au creat unități hibride cu mare capacitate de luptă și mobilitate prin atașarea unor unități de infanterie mecanizată la diviziile de blindate. De o importanță deosebită s-au dovedit a fi sprijinul logistic bine organizat, care a asigurat o aprovizionare neîntreruptă a forțelor, și hotărârea trupelor, care nu au cedat nicio clipă inițiativa strategică, indiferent de costuri. Marile unități mobile aliate au avut un rol de mare importanță pentru izolarea trupelor germane în pungi de rezistență, care au fost mai apoi eliminate de infanteria care acționa în spatele forțelor principale de atac.
Din punctul de vedere al soldaților germani capturați, aceștia s-au arătat impresionați nu de capacitatea de luptă a infanteriei sau de calitatea tancurilor americane, ci de artileria aliată. Ei au remarcat precizia și capacitatea de identificarea rapidă a țintelor, dar mai presus de toate, numărul foarte ridicat al proiectilelor lansate asupra obiectivelor inamice  .
Privind retrospectiv, se poate afirma că în timpul acestei campanii au fost luate puține decizii criticabile. Printre acestea, Patton ar fi putut să execute traversările inițiale la nord de Mainz ca să evite pierderile suferite în timpul forțării cursului Mainului. De asemenea, operațiunea aeropurtată pentru sprijinirea traversării Rinului de către Grupul XXI de Armată a fost una foarte riscantă. Se poate aprecia însă că aceste decizii au fost luate cu bună credință și având în vedere rezultatul final al campaniei. Per total, planurile aliate s-au dovedit a fi bine întocmite, lucru demonstrat de rapiditatea atingerii obiectivelor ordonate. 
La finalul războiului, distrugerea Wehrmachtului de către Armata Roșie pe frontul de răsărit a  consacrat poziția Uniunii Sovietice ca o supraputere în perioada postbelică pe de-o parte iar, pe de altă parte, rolul conducător al Forțelor armate ale SUA pe frontul de vest, atât prin demonstrarea capacității mobilizării efectivelor cât și a capacităților industriale și tehnologice, a prevestit rolul ocupat de SUA în perioada care avea să urmeze după sfârșitul războiului.